# 히카르두 아로나
히카르두 아로나(포르투갈어: Ricardo Arona, 1978년 7월 17일 ~ )는 브라질의 은퇴한 종합격투기 선수이다.